# Le Fossé du Roy
Pour le ruisseau charentais, voir Fossé du Roi.
Le Fossé du Roy (parfois appelé au pluriel Les fossés du Roy) est une ancienne ligne de défense édifiée au cours des XIIe et XIIIe siècles entre le royaume de France et le duché de Normandie.

## Histoire et vestiges

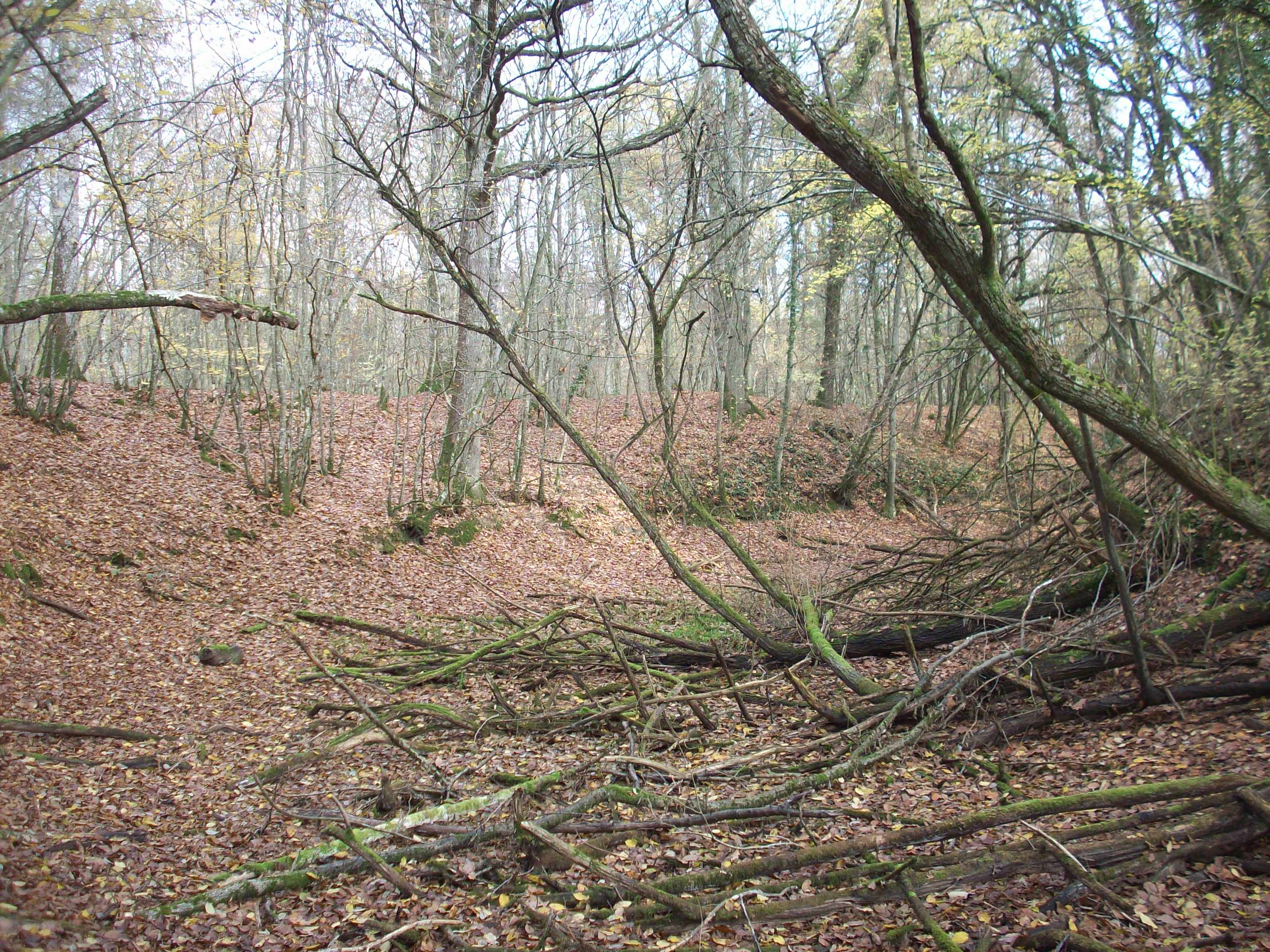
motte castrale à Saint-Christophe

### Carte
| Chennebrun Muzy Les Genettes Moulins-la-Marche Gaillefontaine Foucarmont Conteville St-Christophe |

### Eure
Quelques plaques dans le sud-ouest de l'Eure
,
spécialement à Chennebrun, rappellent au passant l'histoire des fossés du Roy sur le cours de la frontière naturelle qu'était l'Avre.
À Muzy, une rue porte le nom de Fossé du Roi.

### Orne
Aux Genettes se trouvent quelques vestiges 
.
C'est sur le territoire de l'actuel Moulins-la-Marche que Guimond de Moulins est chargé de la surveillance de la marche entre France et Normandie.

### Seine-Maritime
La ligne des fossés du Roy, longue d'environ 12 kilomètres, se trouve dans l'est de la Seine-Maritime, entre Gaillefontaine et Foucarmont, principalement sur la commune actuelle de Conteville. Une association locale a, entre 2005 et 2008, remis à jour les traces des fossés, et accru leur visibilité  sur la route de Ronchois à La Neuville-Gouvion. La profondeur des fossés peut atteindre 8 mètres.
La frontière était jalonnée, au Moyen-Âge, de mottes castrales.